# Półkpie
Półkpie – dawne miasto położone na terenie współczesnej wsi Zimnowoda, uzyskały lokację miejską przed 1513 rokiem, zdegradowane przed 1578 rokiem.